# Bukhu-myeon
Bukhu-myeon (koreanska: 북후면) är en socken i kommunen Andong i provinsen Norra Gyeongsang i den centrala delen av Sydkorea, 180 km sydost om huvudstaden Seoul.